# John H. Hilldring

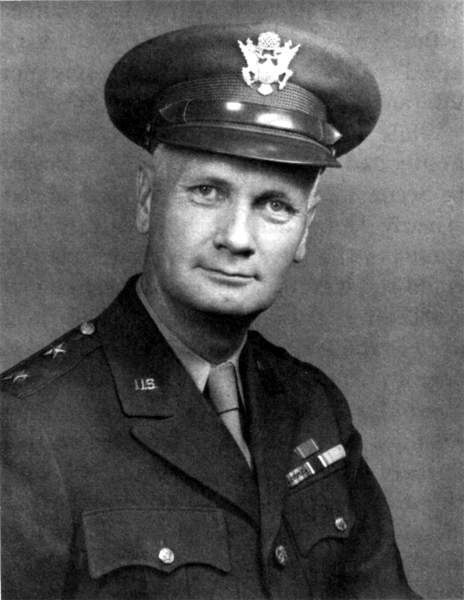
John H. Hilldring

John Henry Hilldring (* 27. März 1895 in New Rochelle, New York; † 20. Januar 1974) war ein US-amerikanischer Offizier, zuletzt Major General.

## Leben
Hilldring wurde in einer Familie schwedischer Herkunft geboren. Er besuchte die Columbia University und die University of Connecticut, von der er 1917 graduierte. In diesem Jahr trat er als Second Lieutenant der United States Army bei und diente im Ersten Weltkrieg in Frankreich und im Anschluss bei den Besatzungstruppen in Deutschland. Er wurde für Tapferkeit mit dem Distinguished Service Cross ausgezeichnet. In den 1920er Jahren diente er in den USA und auf den Philippinen. 1936 wurde er in den Generalstab berufen. Während der Great Depression war er für das Civilian Conservation Corps in Texas und Arizona tätig.
Nach dem Eintritt der Vereinigten Staaten in den Zweiten Weltkrieg wurde er im Januar 1942 im Range eines Brigadier General zum Assistant Chief of Staff (G-1) der Army mit Zuständigkeit für das Personalwesen ernannt. Nachdem er zeitweilig die 84th Infantry Division geführt hatte, wurde Hilldring, mittlerweile Major General, im April 1943 zum Leiter der Civil Affairs Division im US-Kriegsministerium ernannt. In dieser Funktion war er für die Angelegenheiten der zivilen Verwaltung der befreiten und besetzten Gebiete zuständig. Im April 1946 wurde er zum Assistant Secretary of State for Occupied Areas ernannt, was er bis Ende August 1947 blieb. Anschließend wurde er Sonderberater der US-Delegation bei den Vereinten Nationen für Palästina.
1950 wurde Hilldring Manager bei der General Aniline & Film Corporation, deren Vorstand er ab 1955 leitete.

## Schriften
- „What Is Our Purpose in Germany?“ In: Annals of the American Academy of Political and Social Science, vol. 255, 1948, S. 77–83.